# ابوحفصه یزید
ابوحفص یزید نام مولی خلیفهٔ اموی مروان بن حکم بود. نام کامل مشخص نیست.
مروان وی را آزاد کرد و مأمور جمع‌آوری مالیات در مدینه کرد. وی با دختر امیر یمامه ازدواج کرد و در میان فرزندانشان، چندین شاعر برجسته دوره اولیه اسلامی بودند. اصالت وی کاملاً مشخص نیست. وی ممکن است ایرانی یا یهودی باشد. احتمالاً وی از اسرای حملهٔ اعراب به اسطخر در ۶۵۹ میلادی بوده است.
برخی وی را پزشک دربار عمر بن خطاب در ۶۴۳ میلادی دانسته‌اند. اگرچه ممکن است که این اشتباهی از جانب تاریخ‌نگاران عرب در دوران پسین بوده باشد.